# Republik nu
Republik NU (tidligere Den Republikanske Grundlovsbevægelse) er en dansk tværpolitisk forening, der formelt blev grundlagt på en stiftende generalforsamling 21. juni 2009 på Amager i København.
I slutningen af 2016 skiftede foreningen navn som del af en kampagne, hvor bl.a. reklamer rundt omkring på københavnske busser indgik.
Foreningen har til formål at fremme debatten om afskaffelsen af det danske kongehus samt at arbejde for en fremtidig revision af Grundloven, der skal omdanne Danmark til en republik. Foreningen er partipolitisk uafhængig.
Initiativtageren til foreningen var Zenia Stampe, der også blev dens første formand. Hun er tidligere landsformand for Radikal Ungdom og nuværende folketingsmedlem for Det Radikale Venstre.
Baggrunden for etableringen var folkeafstemningen om tronfølgeloven, hvor 13 procent af de stemmeberettigede stemte enten imod eller blankt.
I perioden fra 2017 til 2019 havde foreningen ligeledes en ungdomsforening som gik under navnet Unge Republikanere (oprindeligt Ung Republik) 
Foreningen har ca. 400 medlemmer.[kilde mangler]

## Internationalt samarbejde
Republik NU var i Stockholm i sommeren 2010 med til at stifte, og deltager fortsat i den paneuropæiske Alliance of European Republican Movements (AERM). Udover Republik NU består alliancen af Foreningen Norge Som Republikk, Republikanska föreningen (Sverige), Republikeins Genootschap (Nederlandene), Red Inter Civico Republicana (Spanien) og Republic (Storbritannien).